# Condado de Shoshone
O Condado de Shoshone é um dos 44 condados do Estado americano do Idaho. A sede do condado é Wallace, e a sua maior cidade é Kellogg. O condado tem uma área de 6826 km² (dos quais 4 km² estão cobertos por água), uma população de 13 771 habitantes, e uma densidade populacional de 2 hab/km² (segundo o censo nacional de 2000). Foi fundado em 1864 e recebeu o seu nome a partir da tribo Shoshone. Fica no Panhandle do Idaho.